# Corzé
Corzé – miejscowość i gmina we Francji, w regionie Kraj Loary, w departamencie Maine i Loara.
Według danych na rok 2010 gminę zamieszkiwało 1 672 osoby, a gęstość zaludnienia wynosiła 52 osób/km².